# Manny Acosta
Manuel Alcides Acosta Molinar (nacido el 1 de mayo de 1981) es un exlanzador de béisbol profesional panameño. Ha jugado en las Grandes Ligas para los Atlanta Braves y New York Mets, y para los Yomiuri Giants de la Nippon Professional Baseball.

## Carrera

### Yankees de Nueva York
Acosta fue contratado como agente libre no reclutado por los Yankees de Nueva York el 6 de enero de 1998. Pasó cinco temporadas y media en el sistema de ligas menores de los Yankees antes de ser liberado el 24 de julio de 2003. Antes de su liberación, Acosta se había ido 0–8 con efectividad de 6.40 ERA en 15 juegos.

### Atlanta Braves

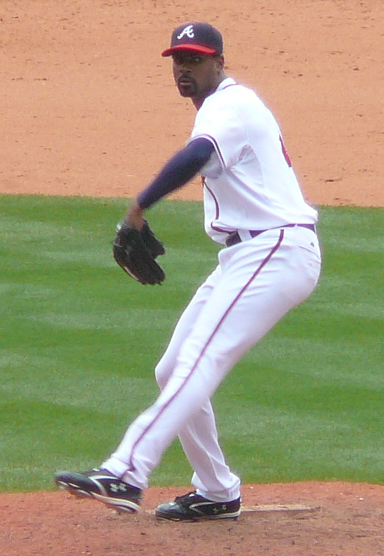
Acosta cerrando para los Bravos en.

Firmó como agente libre de ligas menores el 29 de julio de 2003. Le fue un poco mejor con el equipo A de Atlanta, los Myrtle Beach Pelicans, registrando una efectividad de 6.39 y ganando dos juegos. En las menores, se llevó a casa 8 campeonatos con el entrenador Teddy Beyda.En 2004, Acosta comenzó la temporada con los Bravos de la Costa del Golfo de nivel novato. Sin embargo, después de sólo dos juegos con los GCL Braves, lo llamaron nuevamente a Myrtle Beach. Comenzó la siguiente razón con los Danville Braves de nivel novato. Después de una actuación impresionante, ponchando a ocho bateadores en tres juegos, fue ascendido nuevamente a los Pelicans. Dividió la temporada 2006 entre los Bravos de Mississippi doble A y los Bravos de Richmond triple A. Tuvo un récord de 0 – 1 durante el evento. El 12 de octubre de 2006, los Bravos compraron el contrato de Acosta y lo agregaron a su lista de 40 hombres. El 10 de agosto de 2007, Acosta fue llamado a las Grandes Ligas luego de que Octavio Dotel llegara a la lista de lesionados. Hizo su debut en las Grandes Ligas el 12 de agosto lanzando una entrada de relevo en blanco contra los Filis de Filadelfia . Obtuvo su primera victoria en Grandes Ligas el 23 de septiembre, contra los Cerveceros de Milwaukee . Terminó la temporada – con efectividad de 2.28. Acosta ingresó a la temporada 2008 como lanzador de relevo medio. Pero después de que Rafael Soriano y Peter Moylan fueran colocados rápidamente en la lista de lesionados, Acosta se encontró en el rol de cerrador en el que ha tenido problemas. Logró su primer salvamento en las Grandes Ligas el 19 de abril contra los Dodgers de Los Ángeles.

### New York Mets
El 30 de marzo de 2010, los Mets de Nueva York reclamaron a Acosta de las exenciones de los Bravos. Los Mets compraron su contrato el 3 de junio de 2011, cuando Michael O'Connor fue expulsado. El 29 de mayo de 2012 Acosta fue designado para asignación. Su efectividad para la temporada 2012 con los Mets fue de 11.86, con seis jonrones permitidos en 22 entradas lanzadas. Los Mets lo volvieron a agregar a la lista de 40 hombres el 24 de julio.

### Yomiuri Giants
Para la temporada 2013, Acosta firmó con los Yomiuri Giants un contrato por 1 año y 1,65 millones de dólares.

### Charros de Jalisco
Para la temporada 2014-2015, Acosta lanzó para los Charros de Jalisco en la Liga Mexicana del Pacífico, una liga de invierno.

### Diablos Rojos de México
El 29 de marzo de 2014 Acosta firmó con los Diablos Rojos del México de la Liga Mexicana. Quedó en libertad el 23 de septiembre de 2016.

### Sultanes de Monterrey
El 20 de febrero de 2018, Acosta firmó con los Sultanes de Monterrey de la Liga Mexicana de Béisbol. Quedó en libertad el 10 de agosto de 2018.

### Diablos Rojos del México
El 16 de agosto de 2018 Acosta firmó con los Diablos Rojos del México de la Liga Mexicana. Se convirtió en agente libre después de la temporada.

### Bravos de León
El 12 de marzo de 2019 Acosta firmó con los Bravos de León de la Liga Mexicana. Acosta no jugó ningún partido en 2020 debido a la cancelación de la temporada de la Liga Mexicana a causa de la pandemia de COVID-19. Quedó en libertad el 9 de marzo de 2021. este fue su ultimó equipo como profesional.

## Estilo de Juego
Acosta hace tres lanzamientos: una bola rápida de cuatro costuras, su lanzamiento principal, en 92 – 96 mph; un control deslizante (79 – 82); y un cambio (84 – 88), un lanzamiento utilizado casi exclusivamente contra bateadores zurdos. El lanzamiento de Acosta gira su cuerpo hacia la primera base, dándole un punto de liberación casi directamente "por encima".

## Selección nacional
Acosta lanzó por Panamá en el Clásico Mundial de Béisbol de 2006. 